# آقامیرکندی
آقامیرکندی، روستایی از توابع بخش پلدشت و در شهرستان ماکو استان آذربایجان غربی ایران است.

## جمعیت
این روستا در دهستان زنگبار قرار داشته و بر اساس سرشماری سال ۱۳۸۵ جمعیت آن ۱۴۰نفر (۳۳ خانوار) 
بوده‌است.